# カメライフ
「カメライフ」は、日本の音楽ユニットである電気グルーヴの楽曲。
1994年12月10日にKi/oon Sony Recordsより5枚目のシングルとしてリリースされた。5枚目のオリジナル・アルバム『DRAGON』（1994年）からのリカットとして、前作「ポポ」よりおよそ1か月ぶりのリリースとなった。作詞および作曲は石野卓球が行い、電気グルーヴによるセルフ・プロデュースとなっている。
フジテレビ系バラエティ番組『学校では教えてくれないこと!!』（1994年 - 1995年）のエンディングテーマとして使用された。オリコンチャートでは最高位37位となり、本作の売り上げ枚数は電気グルーヴのシングル売上ランキングにおいて4位となった。

## 制作とリリース
本作は自身が制作したかった曲ではなく、グループのパブリック・イメージに合ったものとして制作された曲であると石野卓球は述べている。歌詞に関しては全く深い意味はなく、ポジティブなものではないとも述べている。
本作は1994年12月10日にKi/oon Sony Recordsより5枚目のシングルとしてリリースされた。シングルとしてリリースされた経緯は、アルバム『DRAGON』（1994年）が全体的に地味な作風であったことから、レコード会社側から電気グルーヴのイメージに合った曲をシングルカットするよう要請されたためであったと石野は述べている。当時は名刺代わりにシングルをリリースし、その後にリリースされるアルバムの購入に繋げることが一般的であったとも石野は述べている。また本作にはミュージック・ビデオが存在せず、当時はテレビの音楽番組に出演することが一般的なプロモーションの手段であったことから、歌番組で歌唱できる曲として本作が選定されたとピエール瀧は述べている。
カップリング曲である「ノイ ノイ ノイ」はアルバム『DRAGON』収録曲のリミックス、「DISCO UNION'95」はアルバム『VITAMIN』（1993年）収録曲のリミックスとなっている。

## アートワーク
シングル盤のジャケットは、恵比寿の高架下にある焼肉屋でメンバーが食事している写真が使用されている。同日は屋外でアーティスト写真を撮影していたが、その後に立ち寄った同店で撮影した写真をメンバーが気に入り、ジャケット写真として使用することが提案された。しかしディレクターは猛反対し「こんなのダメだ。大阪のブルースバンドみたいだ」と述べたが、石野は誰もそんなことは思わないと指摘した上で、「大阪のブルースバンドに失礼だって」と述べている。写真では石野がビールを飲み、瀧は焼肉を漁り、砂原はサイダーを飲んでいる。また後ろの席では当時マネージャーであった土井聡が立ち上がろうとしており、作為的な部分が全くないこの写真について石野は絶賛し、瀧は作為的ではない写真を撮るのは困難であると述べている。

## ライブ・パフォーマンス、メディアでの使用
1994年12月16日放送のテレビ朝日系音楽番組『ミュージックステーション』（1986年 - ）に電気グルーヴは初出演し本作を演奏、しかし途中で歌詞を忘れた石野は、即興で歌詞ではなく意味のない言葉を発し歌唱した。また1995年1月9日放送のフジテレビ系音楽番組『HEY!HEY!HEY! MUSIC CHAMP』（1994年 - 2012年）に初出演し、ダウンタウンとのトークを行った。本作は電気グルーヴのパブリック・イメージに沿って制作した楽曲であり、意に沿わないリリースのためのプロモーションであったことから、石野は出演時には必ず帽子とサングラスを着用したほかにカイゼル髭で変装していた。
その他、本作はフジテレビ系バラエティ番組『学校では教えてくれないこと!!』（1994年 - 1995年）のエンディングテーマとして使用された。しかし同番組の終盤に数秒間だけ放送されるというほぼジングル同然の粗末な扱いにメンバーは憤慨したと述べている。

## 別バージョン
本作のシングルバージョンでは部分的にアルバム収録バージョンとは異なるアレンジとエディットが施され、アルバムバージョンにはなかった「がんばれがんばれ」という瀧のサブリミナルボーカルが新たに挿入されている。当時流行していた大事MANブラザーズバンドやKAN等に代表される、なにかと応援歌的な楽曲がもてはやされたJ-POPを皮肉った歌詞となっており、「『がんばれがんばれ』と繰り返し耳元で囁いておけば、聴いた人間は自然に頑張るだろう」という考えから挿入したと述べている。
また本作リリース時、とあるCDショップの新譜情報の解説において、「瀧さんの“がんばれ! がんばれ!”で、みんなも頑張っちゃおう!」と書かれたことがあると石野は述べたが、本作における「がんばれ」という言葉は語感だけで使用したものであり、励ましの意味は全くなかったが応援ソングになってしまったとも述べている。

## シングル収録曲
| #         | タイトル | 作詞       | 作曲      | 時間  |
| --------- | --- | ---------- | --------- | ----- |
| 1.        | 「カメライフ」(SINGLE MIX) | 石野卓球   | 石野卓球  | 4:37  |
| 2.        | 「ノイ ノイ ノイ」(先日のみちのくグルメツアーの件、御予算の都合上、ソフトボール大会とさせていただきますmix〈ゴワザーム地方民謡〉) | ピエール瀧 | 砂原良徳  | 5:33  |
| 3.        | 「DISCO UNION '95」 | 石野卓球   | 石野卓球  | 6:55  |
| 合計時間: | 合計時間: | 合計時間:  | 合計時間: | 17:05 |